# Péter Módos
Péter Módos (Szigetvár, 17 dicembre 1987) è un lottatore ungherese, specializzato nella lotta greco-romana.

## Palmarès
- Giochi olimpici

Londra 2012: bronzo nei 55 kg.
- Mondiali

Budapest 2013: bronzo nei 55 kg.
- Europei

Mosca 2006: oro nei 55 kg.
Tampere 2008: bronzo nei 55 kg.